# Gudsekop (schip, 1908)
Zeilschip de Gudsekop is een Friese platbodem, gebouwd in 1908. In de Gudsekop is nooit een motor ingebouwd, wat deze tjalk van 13,05 meter uniek maakt.
Het scheepje is in beheer en onderhoud bij Stichting de Gudsekop. De stichting heeft als primair doel de Gudsekop zo vaak mogelijk te laten varen in het Nationaal Landschap Zuidwest Fryslân. En daarnaast het overdragen van kennis en ervaring over het varen met een historische platbodem. De Gudsekop leidt haar eigen bemanning op. Vrijwel het gehele zeilseizoen (van maart tot oktober/november) wordt er gevaren met gasten. 

## Technische gegevens
| Type          | Skutsje   |
| Bouwjaar      | 1908      |
| Lengte        | 13,05 m   |
| Breedte       | 3,02 m    |
| Diepte        | 0,48 m    |
| Hoogte        | 11,55 m   |
| Kruiphoogte   | 1,55 m    |
| Zeiloppervlak | 69,00 m^2 |
| Tonnage       | 18 ton    |
| Slaapplaatsen | 11        |

## Beknopte geschiedenis
- 1908: In Joure gebouwd op de scheepswerf van Auke van de Zee, voor C. Walma. Het krijgt de naam "Fryslân".
- 1934: Verkoop aan Sneker zeeverkenners; het wordt omgedoopt tot "Gudsekop".
- 1959: Schipper Ament overlijdt aan het roer na een hartaanval tijdens de Sneekweek.
- 1960: De Stichting Kamp- en Reiswerk voor de Vrijzinnig Christelijke Jeugd Centrale koopt de Gudsekop.
- 1998: De Gudsekop gaat onder de stichting de Gudsekop zelfstandig verder.
- 2004: De Friese commissaris van de Koningin Ed Nijpels laat de Gudsekop te water nadat het vlak (de onderkant van het schip) vervangen en de roef gerestaureerd is.